# Jacques Henry (maire de La Rochelle)
Jacques Henry, sieur de Monsidun et de la Maisonneuve, mort en 1584, est un maire de La Rochelle, place de sûreté protestante pendant les guerres de Religion au XVIe siècle.

## Biographie
Jacques Henry est le fils de Jacques Henry, sieur de Monsidun, et de Louise Treillette. 
Marchand, pair et capitaine de la ville de La Rochelle, il est élu maire en 1572. Il met la ville en état de défense, arme tous les habitants, et établi un conseil militaire. Sous son commandement, les bourgeois de la cité s'organisent en huit compagnies de deux cents hommes,. Après avoir convoqué un conseil de guerre pour réorganiser la défense de la cité le 5 février, il envoie une députation en Angleterre pour obtenir des secours. Maire et défenseur de la ville lors du siège de 1573, qui se déroule du 11 février au 26 juin, la ville en sort victorieuse face aux troupes du duc d'Anjou (futur Henri III). 
Vers le 10 décembre 1573, le maire reçoit une dénonciation de la part d'un gentilhomme qui avait dû se convertir au catholicisme lors de la Saint-Barthélemy et qui faisait partie de la suite de Guy de Daillon, comte du Lude, l'avisant d'une conspiration dirigée par le sieur de Grandfief pour livrer la ville au roi. Le maire fait arrêter plusieurs citoyens, protestants et catholiques, qui sont exécutés après avoir fait leurs aveux ; Grandfief est tué lors de son arrestation. Agrippa d'Aubigné, dans son Histoire universelle, dit qu'il n'y avait que de faibles présomptions contre les accusés, qu'ils n'ont parlé que sous la torture et se sont rétractés avant leur exécution,.
Après la mort de son successeur et de ses deux co-élus, il reprend la fonction de maire pour finir le mandat de ces derniers.
Sa sœur Françoise avait épousé Jacques Guiton, sieur de La Valade, échevin de la ville, élu maire en 1575 ; leur fils, Jean Guiton, sieur de l'Houmeau, est élu maire de La Rochelle en 1584 ; il est le père de Jean Guiton, maire lors du siège de 1627. 
Jacques Henry est par ailleurs l'ancêtre de Jacques Henri de Cheusse, dernier seigneur de Rochefort.

## Sources
- Pascal Rambeaud, La Rochelle, fidèle et rebelle, 1999
- Filippo Antonio Cavriana, Histoire du siège de La Rochelle en 1573, 1856
- Archives historiques de la Saintonge et de l'Aunis, 1890
- "La faction du cœur navré : épisode des guerres de Religion (1573)", in: Revue des questions historiques. Volumes 39-40, 1886